# Rhipidomys scandens
Rhipidomys scandens é uma espécie de roedor da família Cricetidae.
Apenas pode ser encontrada no Panamá.